# Nová strašnická škola
Nová strašnická škola mezi místními nazývaná též "stará škola", je secesní budova, která stojí v Praze 10-Strašnicích v sousedství stanice metra Strašnická. Hlavní vstup do budovy je z ulice V Olšinách. Od roku 2014 je vedena jako kulturní památka.

## Historie

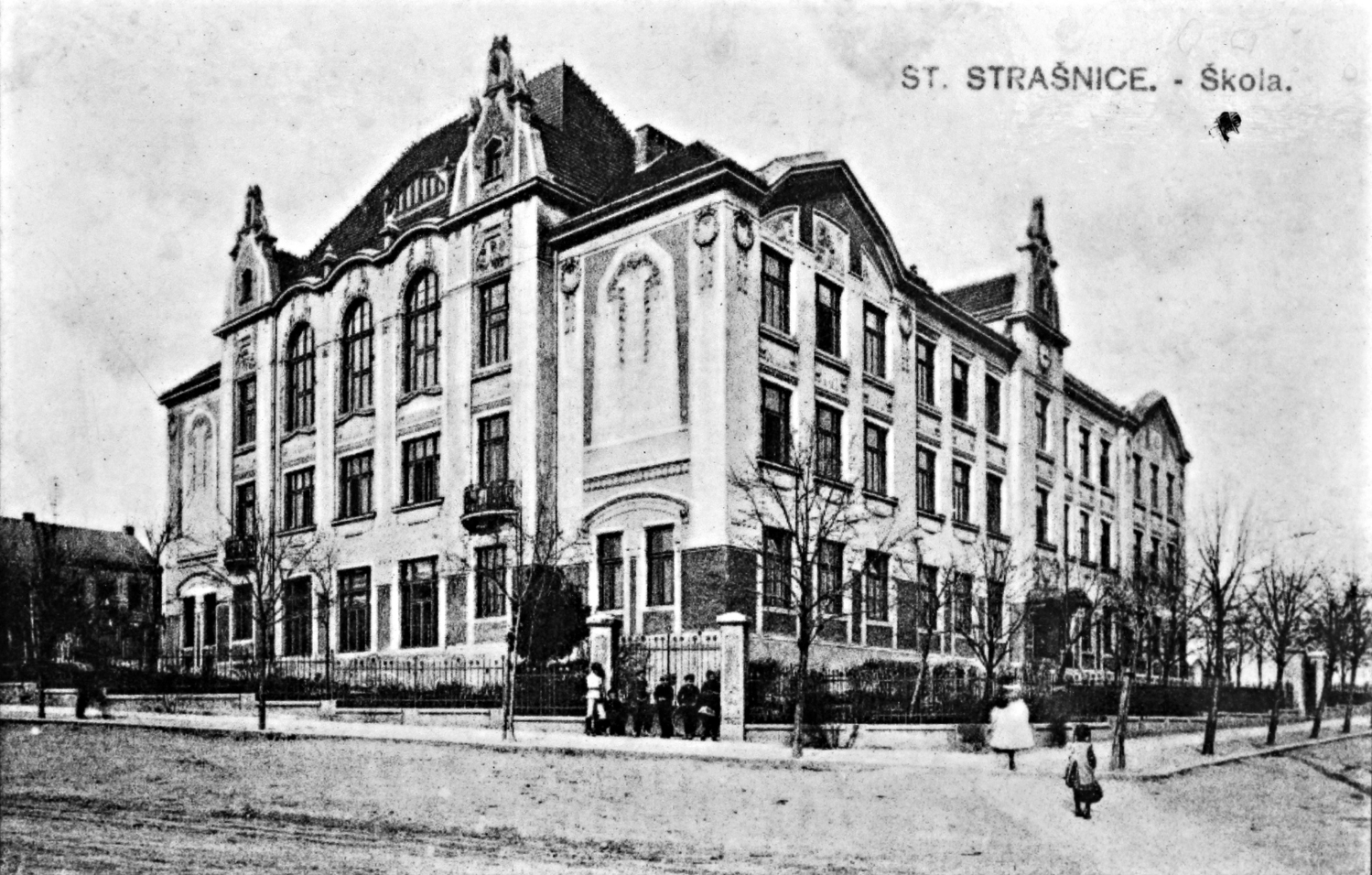
Historická fotografie školy

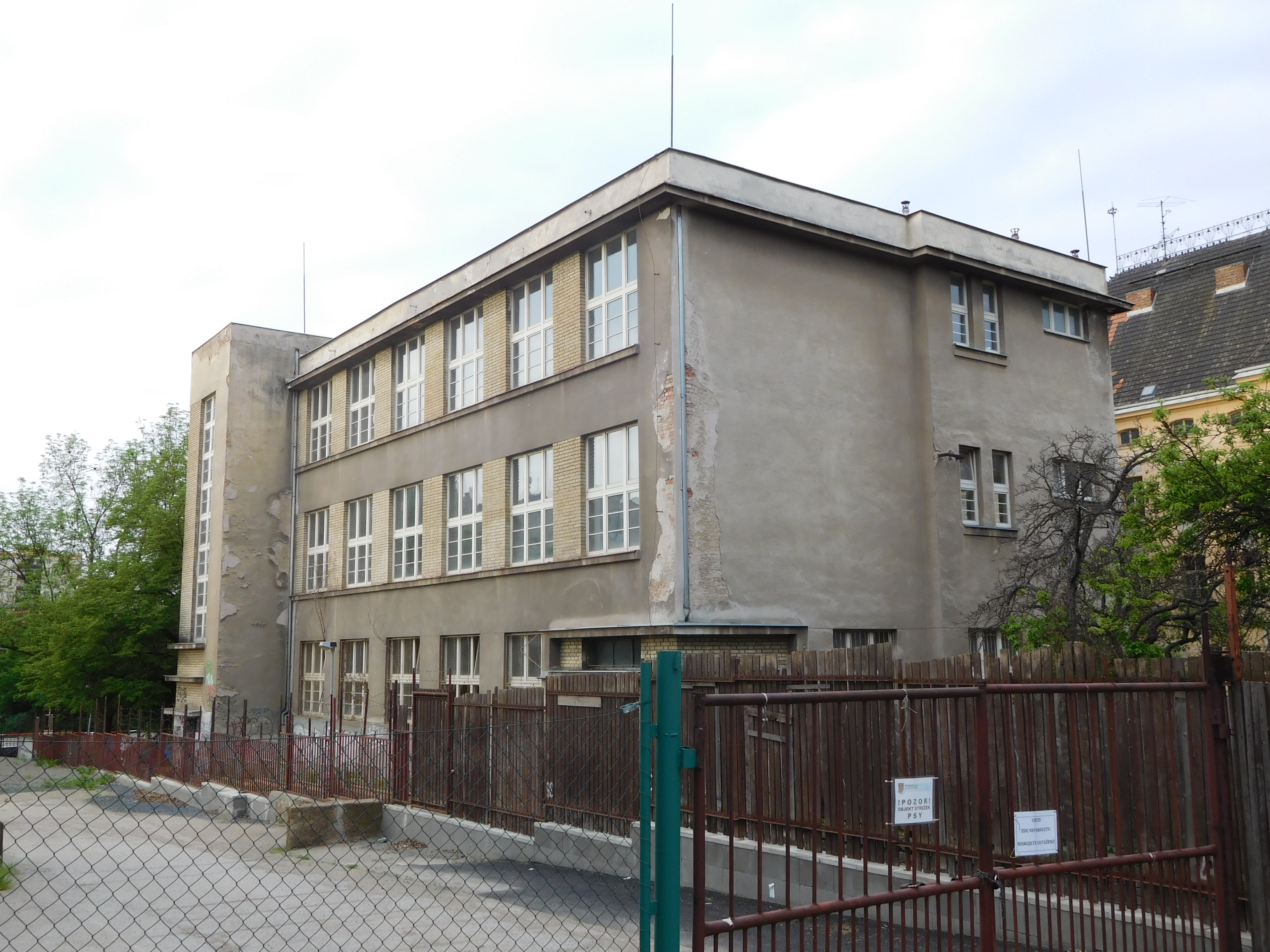
Přístavba z let 1927-1929

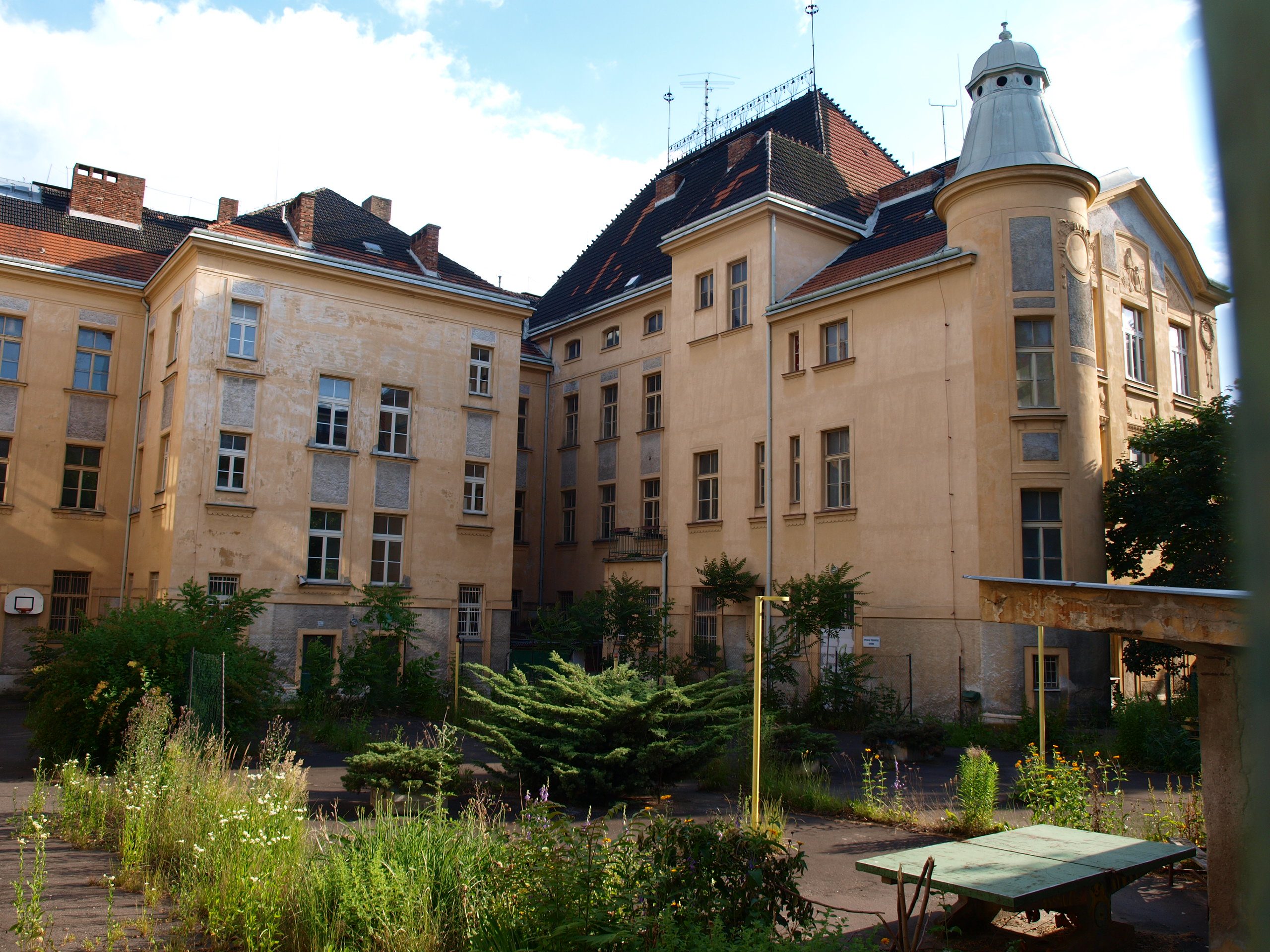
Zanedbané prostory školního dvora, rok 2015

Hlavní budova školy byla postavena v secesním slohu v roce 1909 podle projektu Josefa Domka. V letech 1927–1929 byla přistavěna puristická přístavba.
Na konci druhé světové války, v květnu roku 1945, měl ve škole sídlo štáb ozbrojených akcí pražského květnového povstání.
Po válce zde sídlila speciální škola a základní škola pro žáky s poruchami chování spojená se střední školou.

### Současnost
Od roku 2009 byla budova nevyužívaná a postupně chátrala. Spekulovalo se o jejím zapojení do nové budovy radnice Prahy 10, pokud by v rámci veřejného projednání tohoto záměru bylo rozhodnuto o její stavbě. Nakonec však pro potřeby radnice byla zvolena budova v nejvýchodnější části Vinohradské ulice Pod Vinicí 
K 21. květnu 2014 byla škola i s oplocením a s pomníkem legionářům prohlášena za kulturní památku.

### Obnova
V roce 2017 vznikla iniciativa učitelů a rodičů, která usiluje v součinnosti s Městskou částí Praha 10 o otevření základní školy v prostorách Nové strašnické školy, která má klást důraz na otevřenost a spolupráci učitelů s rodiči i žáky, a to podle nejnovějších vědeckých pedagogicko-psychologických poznatků.
V květnu 2021 oznámilo zastupitelstvo MČ Praha 10 záměr vypsat veřejnou zakázku na rekonstrukci školy. Nová škola má pojmout 360 žáků a k dispozici má být 12 učeben a čtyři odborné učebny, dvě tělocvičny, školní družinu a jídelnu s vlastní kuchyní.
Dne 27. května 2022 byla zahájena celková rekonstrukce objektu školy i přilehlých pozemků. Jelikož se jedná o památkově chráněný objekt, vyžadují stavební práce zvláštní přístup. Rekonstrukce má být dokončena v roce 2025, aby mohl být od září zahájen školní rok. Nová škola se má zaměřovat na kreativitu žáků a výuku cizích jazyků.

## Okolí školy
V blízkosti školy se nachází:
- stanice metra Strašnická
- Kulturní dům Barikádníků (Barča)
- Bečvářův dvůr a bývalá Bečvářova vila
- nová Základní škola Gutova z roku 1962
- bývalá strašnická "škola zámeček"